# Whiplash Glacier
Whiplash Glacier är en glaciär i Antarktis. Den ligger i Östantarktis. Nya Zeeland gör anspråk på området. Whiplash Glacier ligger 1 160 meter över havet.
Terrängen runt Whiplash Glacier är bergig norrut, men söderut är den kuperad. Trakten är obefolkad. Det finns inga samhällen i närheten.